# Clypeaster subdepressus
Clypeaster subdepressus (Gray, 1825) è un riccio di mare della famiglia Clypeasteridae.